# Hirschova vila
Hirschova vila (někdy označovaná také jako zámeček) stojí v Madlonově ulici v Rokycanech. Jedná se jednu z ukázek nejčistší formy neorenesance ve městě. Autorem projektu je plzeňský stavitel František Kotek a stavba byla dokončena patrně v roce 1892.

## Popis
Jedná se o patrovou symetrickou stavbu postavenou severním průčelím do dvora přilehlé továrny a sedmiosým jižním do zahrady. Fasáda je členěna středním rizalitem, vytvořeným nad vchodem mezi dvojitým sloupovím – vnější sloupy mají čtverhranný průřez a zakončuje je egyptská hlavice, zatímco vnitřní jsou kulaté s římsko-dórskou hlavicí. V patře pak rizalit postupně přechází na balkón s balustrádovým zábradlím, přičemž vnější hranici vymezují jónské sloupy. Vstup na balkon umožňuje dvojité francouzské okno se segmentovým frontonem, štukovou kartuší a sochami andílků. Důraz na vzhled střední části stavby pak dotváří atika s balustrádou. Zdobení bočních částí je mnohem jednodušší. Přízemí zde dominují bosáže, v patře pozornost upoutají ostění oken a trojúhelníkové frontony. Velikost jim pak zvyšují věžnice v podobě komolého jehlance, jejichž inspiraci je třeba hledat ve Francii. Vše doplňují na střeše umístěné komíny z neomítnutých cihel.